# Mansfield (district)
Pour les articles homonymes, voir Mansfield.

Localisation du district de Mansfield dans le Nottinghamshire.

Mansfield est un district non-métropolitain du Nottinghamshire, en Angleterre. D'après le recensement de 2001, sa population est alors de 98 181 habitants. Ses principales localités sont Mansfield, où siège le conseil de district, et Mansfield Woodhouse, Meden Vale, Pleasleyhill et Warsop. Seul Warsop est une paroisse.
Le district de Mansfield a été créé le 1er avril 1974 par le Local Government Act de 1972 et est issu de la fusion du district municipal de Mansfield et des districts urbains de Mansfield Woodhouse and Warsop.

## Source
- (en) Cet article est partiellement ou en totalité issu de l’article de Wikipédia en anglais intitulé « Mansfield District » (voir la liste des auteurs).